# Nungarin
Nungarin è una città situata nella regione di Wheatbelt, in Australia Occidentale; essa si trova 280 chilometri a est di Perth ed è la sede della Contea di Nungarin. Al censimento del 2006 contava 142 abitanti.